# Odual
L’odual est une langue du delta central parlée au Nigeria dans la zone de gouvernement local Abua Odual de l’État de Rivers.

## Écriture
| a  | aa | ạ  | ạa | b  | ḅ  | bh | d  | ḍ  | e |
| ee | ẹ  | ẹe | f  | g  | gb | gh | i  | ii | ị |
| ịi | j  | k  | kp | l  | m  | n  | nw | ny | o |
| oo | õ  | õõ | ọ  | ọo | p  | r  | s  | t  | u |
| uu | ụ  | ụu | v  | w  | y  | z  |    |    |   |